# Alfred Zamara
Alfred Zamara (Viena, Àustria, 1863 - 1940) fou un compositor i intèrpret d'arpa austríac, fill del famós intèrpret d'arpa Antonio Zamara. Les seves operetes més exitoses en els teatres alemanys foren:
- Die Königin von Aragón, estrenada el 1883.
- Der Doppelgänger, (Múnic, 1886).
- Der Sänger von Palermo, (Viena, 1888).
- Der Herr Abé, (Viena, 1889).
- Der bleiche Gast, (Hamburg, 1890).
- Die Welfenbraut, (Hamburg, 1894).
- Die Debütanten, (Múnic, 1901).
- Der Frauenfäger, (Viena, 1908).